# Требіхава
Требіхава — село в окрузі Бановці-над-Бебравою Банськобистрицького краю Словаччини. Станом на грудень 2015 року в селі проживало 38 людей.

## Географія
Протікає Требіхавський потік.

## Населення
| Рік:            | 1994. | 2004.    | 2014.   | 2024.   |
| --------------- | ----- | -------- | ------- | ------- |
| Кількість осіб: | 65    | 38       | 39      | 36      |
| Різниця:        |       | -41,53 % | +2,63 % | -7,69 % |

| Рік:            | 2023. | 2024. |
| --------------- | ----- | ----- |
| Кількість осіб: | 36    | 36    |
| Різниця:        |       | +0 %  |